# Lichtringhausen

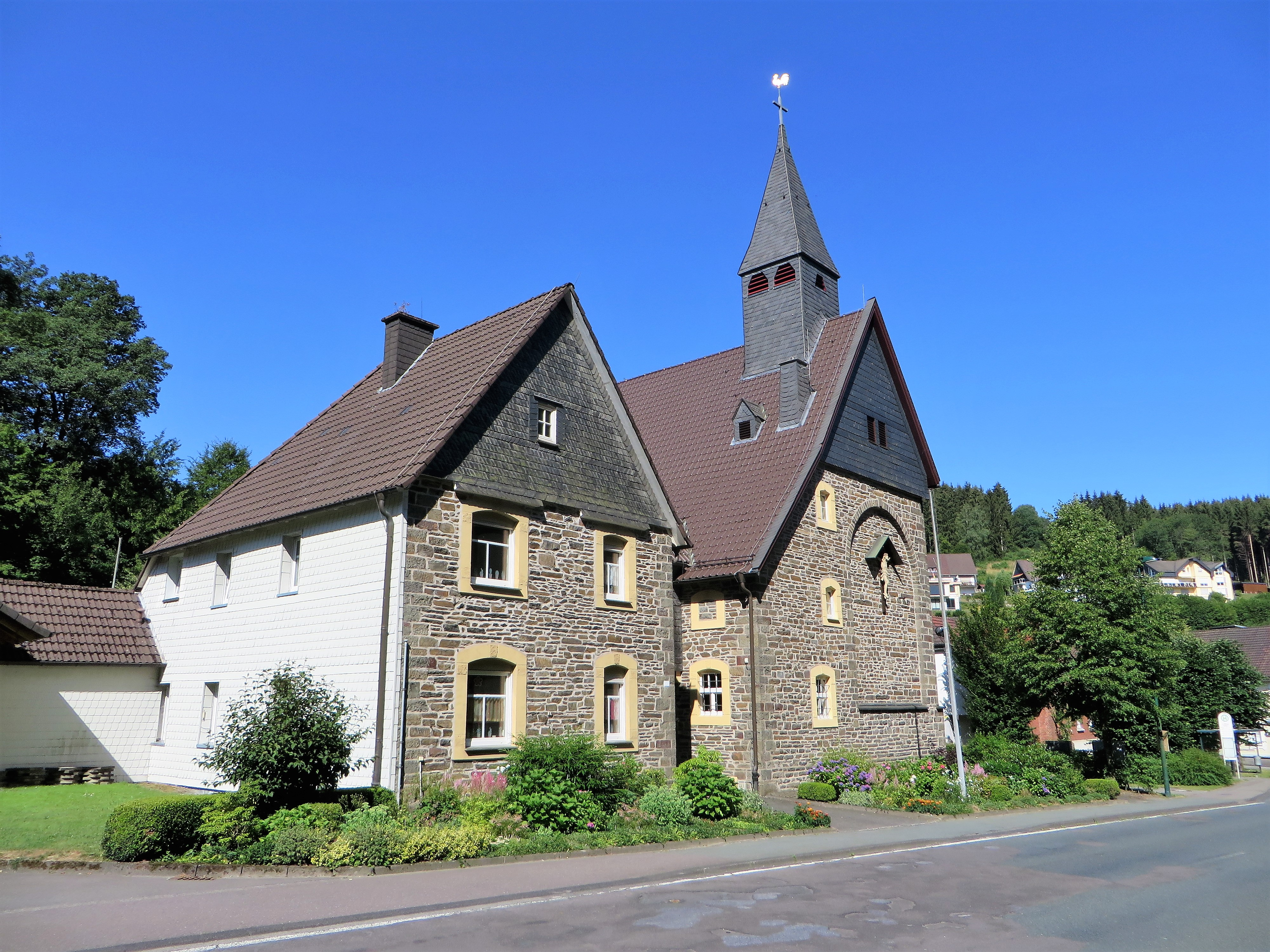
Kath. Kirche St. Jakobus der Ältere

Lichtringhausen ist ein Ortsteil der Stadt Attendorn im Kreis Olpe (Nordrhein-Westfalen) und hat 520 Einwohner (Stand 30. Juni 2024).

## Geografie
Lichtringhausen liegt etwa 5 km nordwestlich des Kernortes Attendorn mitten im ehemaligen Naturpark Ebbegebirge und aktuell im Naturpark Sauerland-Rothaargebirge in einem tiefen Talkessel zwischen dem Heßberg (512 m), dem Spitzberg (458 m) und dem Varmerskopf im Süden mit 494 m.
Zur Kirchengemeinde Lichtringhausen gehören außerdem noch die Ortschaften Neuenhof (382 Einwohner), Nuttmecke (20 Einwohner), Hebberg (29 Einwohner), Ebbelinghagen (31 Einwohner), Weltringhausen (19 Einwohner), Roscheid (21 Einwohner) und das Haus Ebbe mit 3 Einwohnern.

## Geschichte
Über die Entstehung des Dorfes Lichtringhausen, früher auch Lechterkusen genannt, gibt es bisher noch keine gesicherten historischen Daten und Erkenntnisse. Man darf jedoch auf Grund der Namensgebung von einer Entstehung im 8. oder 9. Jahrhundert ausgehen. Die erste derzeit nachweisbare urkundliche Erwähnung fand Lichtringhausen im Oktober 1393 im Märkischen Lehnsregister. Im Jahre 1434 vermacht Dietrich von Schnellenberg seinem Schwiegersohn Cord, Vogt von Elspe, verschiedene Zehnte zu Lange, Windhausen und Lichtringhausen. Der Ortsname kann als „bei den Häusern der Leute des Liohtheri oder Liohtgēr“ gedeutet werden.
Politisch gehörte Lichtringhausen zum Amt Waldenburg und im Gogericht und Kirchspiel Attendorn zur Bauerschaft Windhausen, der auch umliegende Orte wie Hebberg, Weltringhausen, Biekhofen u. a. angehörten. Im Schatzungsregister von 1536 werden vier zu Lichtringhausen gehörende steuerpflichtige Höfe genannt, mit Abgaben zwischen einem halben und 2 Goldgulden. Später müssen sich diese Höfe vergrößert haben, denn im Register von 1565 werden sie mit 1 bis 5 Goldgulden besteuert.
Während des Dreißigjährigen Krieges wurden im Jahr 1636 die Höfe Hanß Jacob, Langenoil und Jacob Stump zu Lechteringhußen als verarmte und wüste Güter bezeichnet. Im 17. Jahrhundert gab es in Lichtringhausen fünf Güter: Kollen Gut, Langenohls Gut, Peters Gut, Wilmes Gut und Bittern Gut.
Das Kollen Gut lag am untersten im Dorf und war ein Köttergut. Seit 1692 bewirtschaftet von Hermann Storck. Später wohnte auf dem Hof eine Familie Rauterkus, noch 1828 die Wwe. Rauterkus gen. Kolle. In einer Inventarliste von 1835 wird das Gut als Besitz der von Fürstenberg geführt.
Das große Langenohls Gut lag direkt oberhalb des vorigen und gehörte dem Haus Ahausen. Bewirtschaftet von Johann Langenohl. 1828 wird als Besitzer Josef Zacker gen. Langenohl angegeben.
Das Peters Gut war der mittlerste Hof im Dorf. Ende des 17. Jahrhunderts gehörte der Hof Rötger Rademacher. Der ihn aber im Jahre 1718 an den Attendorner Bürger Hubert Wagemann für 385 Reichstaler verkauft. Danach kam es an die Familie Stahlschmidt aus Himmelmert. 1828 war Besitzer Franz Rauterkus gen. Peters; seine Nachkommen blieben bis in das 20. Jahrhundert.
Das Wilmes Gut lag oberhalb des vorigen. 1828 besaß es Kaspar Schulte gen. Wilmes, im 20. Jahrhundert Josef Schulte gen. Wilmes.
Das Bittern Gut war der oberste Hof im Dorf. Im 18. Jahrhundert besaß die Familie Aßmann den Hof. 1828 hieß der Inhaber Ferdinand Springob gen. Bittern, im 20. Jahrhundert Peter Lübke.
1793 wurde Christoph Schütz aus Papiermühle mit der Eisenerzgrube (Blei) an der alten Brache im Lingelscheid am Spitzberg belehnt.
Ab 1805 gingen die Kinder aus dem Ort und den Nachbarorten in die einklassige Lichtringhauser Schule. Später vergrößert und zuletzt als Grundschule genutzt, wurde sie 2010 nach 205 Jahren geschlossen und die Schüler auf andere Schulen der Stadt Attendorn verteilt.
Im Jahre 1936 gab es im Dorf 40 Wohnhäuser mit 50 Haushaltungen und 231 Einwohner. 1988 hatte Lichtringhausen 538 Einwohner.
Ab 1819 gehörte Lichtringhausen im Amt Attendorn zur Gemeinde Attendorn-Land, bis die Gemeinde 1969 in die Stadt Attendorn eingegliedert wurde.

## Ortsbild und Sehenswürdigkeiten
Mitten im Dorf befindet sich die denkmalgeschützte, im Jahre 1788 erbaute Kapelle, die bis ins Jahr 1911 als Gotteshaus und heute als Jugendheim verwendet wird. 1911 wurde die jetzige Pfarrkirche St. Jakobus d. Ä. geweiht. Erbaut auf Veranlassung des Kölner Domkapitulars Prof. Dr. Alexander Schnütgen.